# مارك دونالدسون
مارك دونالدسون (بالإنجليزية: Mark Donaldson) هو عسكري أسترالي، ولد في 2 أبريل 1979 في واراتاه ‏ في أستراليا.